# Michel Roger
Michel Roger (ur. 9 marca 1949 w Poitiers) – francuski polityk, minister stanu Monako od 29 marca 2010 do 16 grudnia 2015.

## Życiorys
Micher Roger urodził się w 1949 w Poitiers. Z wykształcenia prawnik, specjalizował się w dziedzinie prawa prywatnego i nauk kryminalnych. W późniejszym czasie uzyskał tytuł doktora prawa prywatnego. W 1970 rozpoczął pracę w zawodzie adwokata. Do 1986 wykładał i prowadził badania naukowe na Wydziale Prawa Université de Poitiers.
Od połowy lat 70. XX w. pracował we francuskiej administracji. W latach 1976–1977 był urzędnikiem w Ministerstwie Planowania i Zagospodarowania Przestrzennego. W 1986 rozpoczął pracę w Ministerstwie Edukacji, początkowo jako doradca ministra, a w kolejnych latach jako Generalny Inspektor Edukacji Narodowej, szef gabinetu ministra edukacji (1987-1988) oraz Generalny Inspektor Edukacji Naukowej ds. nauk ekonomicznych i społecznych. Od 1983 do 2001 pełnił funkcję radnego w Poitiers.
W latach 1992–1998 był doradcą technicznym w kancelarii przewodniczącego Senatu. W 1998 objął urząd doradcy ds. edukacji przy Radzie Generalnej departamentu Vienne. Od 2002 do 2005 był doradcą ds. edukacji, młodzieży, szkolnictwa wyższego i badań w gabinecie premiera Jean-Pierre'a Raffarine'a. W 2006 został dyrektorem fundacji naukowej Prospective-Innovation. W 2007 został mianowany członkiem Sądu Najwyższego Monako, w którym zasiadał do 3 marca 2010.
30 marca 2010 książę Albert II mianował go ministrem stanu Monako. Był nim do grudnia 2015, kiedy udar mózgu uniemożliwił mu dalsze pełnienie obowiązków.
Michel Roger jest żonaty, ma jedno dziecko. Został uhonorowany wieloma odznaczeniami, m.in. Legią Honorową IV klasy, Narodowym Orderem Zasługi (Ordre national du Mérite) IV klasy, Orderem „Palmy Akademickie” I klasy, Orderem Sztuki i Literatury III klasy oraz watykańskim Krzyżem Komandorskim Orderu Świętego Grzegorza Wielkiego. W 2016 w uznaniu zasług dla Monako odznaczony Orderem Świętego Karola II klasy.